# Copelatus jamaicensis
Copelatus jamaicensis är en skalbaggsart som beskrevs av Young 1942. Copelatus jamaicensis ingår i släktet Copelatus och familjen dykare. Inga underarter finns listade i Catalogue of Life.